# Oise (řeka)
Oise je řeka tekoucí na území Belgie (Henegavsko) a Francie (Pikardie, Île-de-France). Celková délka toku je 351 km. Plocha povodí měří 16 667 km².

## Průběh toku
Pramení v západních výběžcích Arden a protéká rovinou severně od Paříže. Ústí do Seiny zprava 30 km pod Paříží.

## Vodní režim
Zdrojem vody jsou především dešťové srážky. Nejvyšších vodních stavů dosahuje v zimě. Průměrný průtok poblíž ústí činí 95 m³/s a maximální přibližně 700 m³/s.

## Využití
Vodní doprava je možná do vzdálenosti 104 km od ústí a výše směrem k hornímu toku po paralelním kanále. Soustavou kanálů je spojena s řekami Máza, Somma, Šelda. Na řece leží města Compiègne, Creil, Pontoise (Francie).